# Citânia de Sabroso
La Citânia de Sabroso est un site archéologique, l'un des plus importants de la civilisation de culture des castros de la péninsule ibérique. Elle est située dans la freguesia de São Lourenço de Sande (pt), sur le territoire de la municipalité de Guimarães (district de Braga, Portugal),. 
Elle est classée monument national depuis 1910 .

## Historique
Des tribus celtiques se sont installées dans la péninsule Ibérique à partir d'environ 700 av. J.-C. et ont fusionné avec les Ibères pour former les Celtibères. Une trentaine de tribus lusitaniennes se sont installées dans le sud du Portugal et ont établi des forts et des collines fortifiées (citânias), dont certaines étaient encore habitées à l'époque romaine (à partir de 200 av. J.-C.). Cependant, l'appellation culture des castros pour cette période est aujourd'hui contestée.

## Description
Le Castro de Sabroso a été construit entre 800 et 300 av. J.-C., il est situé sur une colline de 278 mètres de haut et est entouré d'arbres denses ; son intérieur est couvert de genêts et de mimosas. 

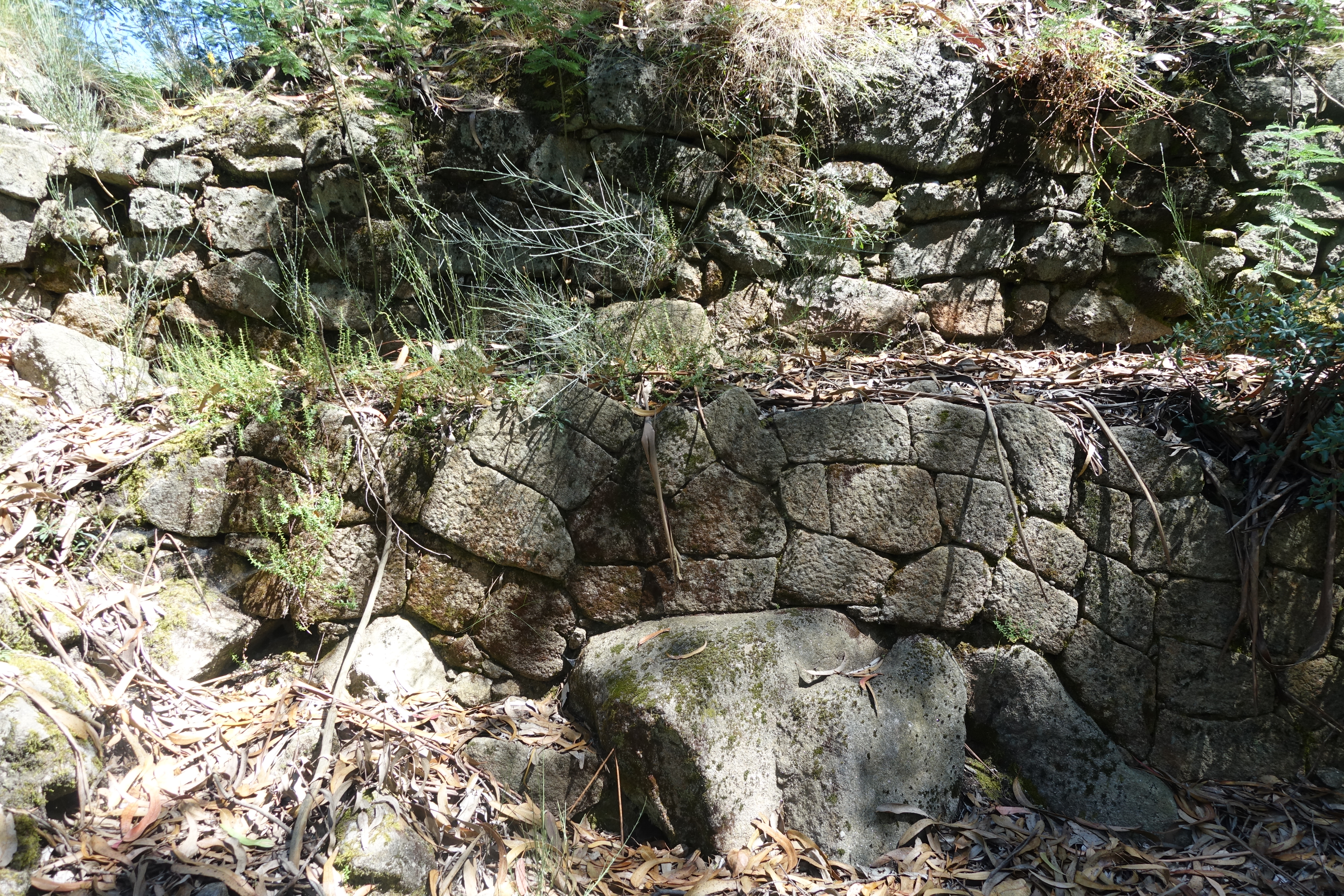
Vestige de rempart

Deux des anneaux de murailles s'élèvent encore à 4 mètres de haut. Une partie de l'enveloppe en saillie est encore visible. Pour Martins Sarmento (1833–1899), le découvreur des Castros au nord du Portugal, Sabroso était un exemple de complexe totalement exempt d'influences romaines, contrairement à la Citânia de Briteiros voisine, plus grande, où il avait constaté une forte romanisation. Rudolf Virchow comparait même l'autodidacte Martins Sarmento à Heinrich Schliemann. L'opposition apodictique établie par Martins Sarmento n'existe plus aujourd'hui, mais les découvertes de l'époque romaine y sont beaucoup plus rares qu'à Briteiros.

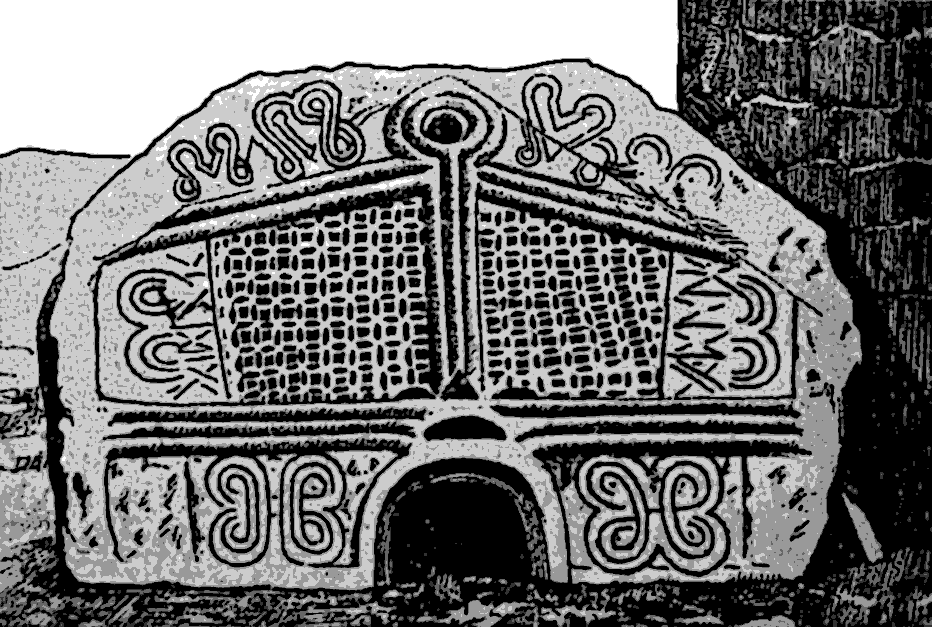
Pedra Formosa de Sabroso

Des parties d'une Pedra Formosa (pt) et des fondations de huttes rondes sont encore conservées, avec un bloc de pierre au centre qui aurait fait partie du support du toit.
Près du point trigonométrique sur les rochers les plus hauts, il y a des pierres à petit bol et des cercles concentriques (cupules).
Parmi les découvertes et l'architecture intérieure, les visiteurs peuvent admirer les éléments de construction décorés exposés au Musée de la Société Martins Sarmento du monastère Saint-Dominique de Guimarães, ainsi qu'une maison ronde reconstruite avec des décorations en relief. Cette dernière correspond probablement à la phase la plus récente de Sabroso et pourrait déjà remonter à l'époque romaine. Parmi les petites découvertes, on remarque la poterie micacée décorée, et parmi les fibules, le type Sabroso, datant du Ve siècle av. J.-C..

## Galerie

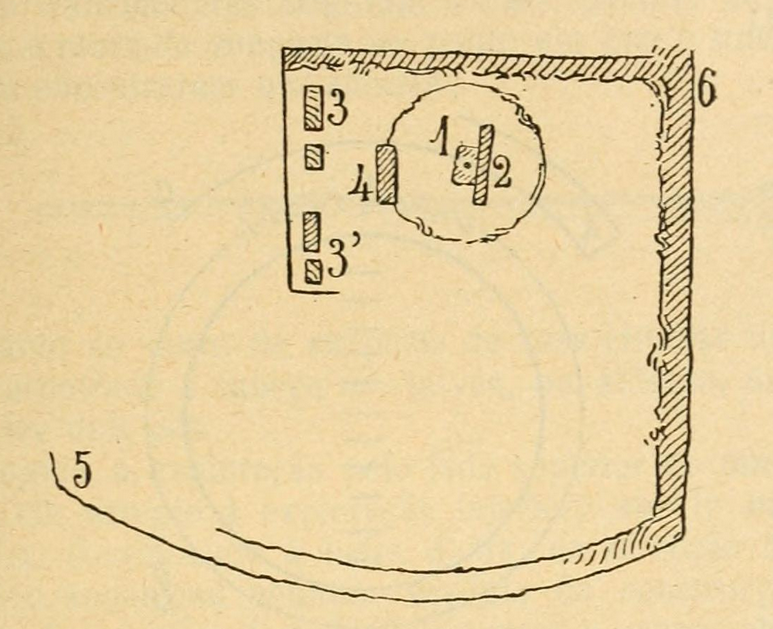
Plan d'une maison
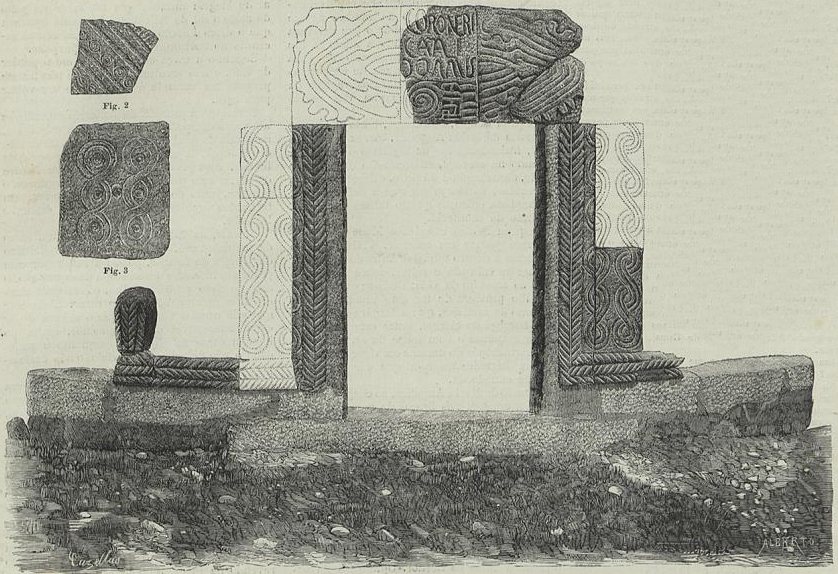
Porte d'une maison